# خاردارشاخ‌واران
خاردارشاخ‌واران (نام علمی: Acanthoceratoidea) نام یک بالاخانواده از زیرراسته شاخ‌قوچیان است.